# Claudio Ferrari
Claudio Ferrari (Buenos Aires, Argentina, 10 de marzo de 1967) es un director de televisión, teatro y cine, productor y dramaturgo argentino.

En televisión ha sido director y autor de prestigiosos ciclos entre los que se destacan Costumbres argentinas, Casados con hijos, La Niñera, Solamente vos, Hechizada, La noticia rebelde.
En 2013 fue distinguido con el premio a la Excelencia por la DAC directores, Directores Argentinos Audiovisuales.
Fue docente titular de dirección integral de televisión en TEA (Taller Escuela Agencia); director, productor y autor de ATC (Canal 7 Argentina); director integral, productor y autor de Telefe, director ejecutivo del Teatro Presidente Alvear y productor ejecutivo de Canal 5 Noticias (C5N) de la Capital Federal/Centro Cultural Recoleta Nacional de Democratización de la Cultura.
A lo largo de su trayectoria profesional ha sido ganador de Premios Martin Fierro y Premios Clarín.

## Televisión
- Parejas- Contenidos Digitales Abiertos (CDA)

- Sueña conmigo. Nickelodeon Latinoamérica.
- Cosas que importan. Televisión Pública Argentina.
- Operación triunfo (Argentina)
- Ver para leer
- Hechizada (Argentina)
- Casados con hijos (Argentina)
- La niñera (Argentina)
- Guinzburg & Kid´s
- Chiquititas
- Chiquititas (Brasil)
- Costumbres argentinas
- Personas y Personajes ATC (Canal 7 Argentina)
- Manuela (telenovela)
- El perro verde
- La noticia rebelde
- Colorin Colorado Magazine Semanal. ATC (Canal 7 Argentina)

Cine
- Chiquititas: Rincón de luz
- Una gran actuación. Mediometraje. Guion y producción.
- Somos un tango Hermana.

Teatro
- Exiliados. James Joyce. Centro Cultural de Cooperación Floreal Gorini.
- El que seré. Director y autor.
- La señorita Julia. Director.
- Sin Mi de él. Autor - Director.
- El entrepiso. Director.
- Perdonar es DiBino. Autor - Director
- Sonetos de Amor para canto y piano. Madrid.
- La Peralta. Teatro por la Identidad.
- Titilando. Autor - Director.
- Chiquititas. Director
- El cordero. Autor - Director
- Reina en Colores. Reina Reech.
- La Palabra. Autor - Director
- Como Dios Manda. Autor Director. Estrenada en Nueva York.
- Monterito. Autor - Director
- T en un Acto. Autor - Director
- El Señor Bobop Juega Jazz. Autor Director.
- La Máscara. Asistente de dirección de Alberto Ure.
- Florencio y Niní. Autor -Director
- Costumbres argentas. Autor-Director

Libros publicados
- -Una Gran Actuación. Cuentos. Editorial Leviatán.
- -“La casa abandonada. Cuentos- Editorial Corregidor
- “Cristales” Teatro- Editorial Almagesto.
- -"La Palabra Diversa" Poesía- Editorial Tierra Firme
- -"Cristhie Eleisson" Poesía- Editorial. A Capella
- -"La calle de la Infancia" Poesía- Editorial Vinciguerra
- -“Luz que clama” Poesía- Editorial A Capella
- -“La promesa del instante” Poesía- Ed. Tantalia
- -“Sin mí de èl” Teatro- Editorial El escriba
- -Colección Teatro- Cinco Obras Universidad Nacional de La Plata
- -La letra del padre –Cuentos Editorial Palabras en Juego

Premios
- Medalla De Oro UNICIPAR  (“Una Gran Actuación”)
- Mejor Guion del Festival Internacional de Cine de Río de Janeiro (“Somos un Tango Hermana”)
- Mejor Guion  - Premio Lennon de la Paz
- .Mejor Telenovela – Premio Lennon de la Paz (“Cartas de Amor en Casetes”)
- Mejor Guion – Premio Revista Sin Corte (Cartas de amor en casetes)
- Mejor Telenovela – Premio Revista Sin Corte (“Cartas de Amor en Casete”)
- Premios Martín Fierro 1998- Chiquititas- Programa infantil.
- Premios Martín FierroC1999-hiquititas- Programa infantil.
- Premios Clarín  2004- La Niñera- Comedia.
- Premios Martín Fierro  2005- Casados con hijos- Comedia
- Nickelodeon's Kids' Choice Awards 2011-Sueña Conmigo
- La obra “Como Dios manda” fue seleccionada, producida y representada en The Inter.-America Art Theatre – USA